# Efterkommere (dokumentarfilm)
Efterkommere er en dansk dokumentarfilm fra 1991 instrueret af Helle V. Nielsen efter eget manuskript.

## Handling
Filmen handler om en gruppe efterkommere af 1600-tallets bortløbne slaver i Jamaica. Den skildrer fortidens betydning for denne gruppe og de problemer, som de er konfronteret med i kraft af deres integration i en vestlig moderne verden.